# Пам'ятки Кривого Рогу
У цьому списку наведені пам'ятки Кривого Рогу, що не мають офіційного охоронного статусу.

## Пам'ятки монументального мистецтва
| Назва | Рік встановлення | Район              | Адреса | Координати                                                              | Коментар | Фото |
| --- | ---------------- | ------------------ | --- | ----------------------------------------------------------------------- | --- | ---- |
| Бюст Карсла Маркса |                  | Центрально-Міський | залізнична станція "Кривий Ріг - Західний"                                                                            | 47°54′28″ пн. ш. 33°24′43″ сх. д. / 47.907907° пн. ш. 33.412052° сх. д. | Елемент скульптурної групи вождів на станції "Кривий Ріг - Західний" |      |
| Бюст В.І.Леніна |                  | Центрально-Міський | залізнична станція "Кривий Ріг - Західний"                                                                            | 47°54′28″ пн. ш. 33°24′43″ сх. д. / 47.907907° пн. ш. 33.412052° сх. д. | За неперевіреними даними частково знищено у передчутті ленінопаду, у січні 2014. Елемент скульптурної групи вождів на станції "Кривий Ріг - Західний" |      |
| В.І.Ленін |                  | Центрально-Міський | мкрн. Всебратське-2 (Макулан)                                                                                         | 47°52′54″ пн. ш. 33°15′33″ сх. д. / 47.881697° пн. ш. 33.259183° сх. д. | У скверику, над дорогою, біля ДК та церкви. Модифіковано (акуратно відрізано верхню частину) під час ленінопаду у лютому 2014. Народна назва "Піввождя", "Штани Вождя" |      |
| Піонери |                  | Металургійний      | вул. Соборності, 20                                                                                                   | 47°53′58″ пн. ш. 33°24′07″ сх. д. / 47.899497° пн. ш. 33.401981° сх. д. | Скульптура трьох піонерів з прапором. Знаходиться на території школи-інтернату №1. |      |
| Снігова королева |                  | Металургійний      | вул. Степана Тільги, 13                                                                                               | 47°53′52″ пн. ш. 33°23′57″ сх. д. / 47.89779° пн. ш. 33.399253° сх. д.  | Скульптура снігової королеви. Знаходиться на території центру дитячої та юнацької творчості Дзержинського району. |      |
| Барельєф |                  | Саксаганський      | вул. Володимира Великого, 31б                                                                                         | 47°56′37″ пн. ш. 33°25′13″ сх. д. / 47.943548° пн. ш. 33.42026° сх. д.  | Металевий барельєф на боці 9-поверхового будинку. Висота барельєфу - 5 поверхів. Він зображує голубів а також чоловіка, жінку та дитину навколо кулі, що символізує Землю, оповиту хвилями стрічок. Останній з трьох, що формували групу (також були на будинках 37а та 39а), один в цій групі зображував герб СРСР, дані по іншому відсутні. Два втрачені барельєфи демонтовано у середині 90-х в часи «металевої лихоманки». А третій, останній барельєф було демонтовано у 2022 році. |      |
| Пам’ятник Я.І.Вєсніку | 1999 р.          | Металургійний      | вул. Криворіжсталі, 1 біля стели "Криворіжсталі"                                                                      | 47°53′03″ пн. ш. 33°23′31″ сх. д. / 47.884226° пн. ш. 33.39193° сх. д.  | Пам'ятник було демонтовано 16 травня 2022 року силами ПАТ "Арселор Міттал Кривий Ріг" в рамках декомунізації. |      |
| Пам’ятник Богдану Хмельницькому | 1954 р.          | Металургійний      | проспект Металургів, 16-18, парк Богдана Хмельницького                                                                | 47°53′35″ пн. ш. 33°23′34″ сх. д. / 47.893183° пн. ш. 33.392900° сх. д. | |      |
| Пам’ятник (скульптурна композиція) «Вчителько моя»                                                                                   | 2005 р.          | Металургійний      | проспект Гагаріна, 54                                                                                                 | 47°54′29″ пн. ш. 33°24′43″ сх. д. / 47.908162° пн. ш. 33.41195° сх. д.  | біля входу до Педінституту |      |
| Пам’ятний знак на честь дружби міст – побратимів Кривого Рогу та Нижнього Тагілу                                                     | 2000 р.          | Металургійний      | проспект Металургів, алея дружби                                                                                      | 47°54′12″ пн. ш. 33°23′36″ сх. д. / 47.903394° пн. ш. 33.393360° сх. д. | Пам'ятний знак знесено у 2022 році |      |
| Пам’ятник «Козак Кривий Ріг» | 2011 р.          | Металургійний      | площа Молодіжна, 1 | 47°54′19″ пн. ш. 33°23′44″ сх. д. / 47.905357° пн. ш. 33.395564° сх. д. | |      |
| Пам’ятний знак на честь 15-річчя Криворізько-Нікопольської Єпархії Української Православної Церкви                                   | 2011 р.          | Металургійний      | вул. Віталія Матусевича, 11, територія КНУ                                                                            | 47°54′16″ пн. ш. 33°24′08″ сх. д. / 47.904383° пн. ш. 33.402208° сх. д. | |      |
| Пам’ятник В.І.Леніну | 1965 р.          | Довгинцівський     | вул. Серафимовича, у парку Залізничників                                                                              | 47°54′35″ пн. ш. 33°27′05″ сх. д. / 47.909741° пн. ш. 33.451513° сх. д. | Оновлення після руйнації 2009р. Під час Ленінопаду 22.02.2014р часткова руйнація, зруйновано голову. Після цього демонтовано. |      |
| Пам’ятник Маргелову В.П. | 2011 р.          | Довгинцівський     | на території парку «Ювілейний»                                                                                        | 47°54′05″ пн. ш. 33°24′55″ сх. д. / 47.901319° пн. ш. 33.4154° сх. д.   | Бюст на постаменті з сірого граніту, з пам'ятною табличкою |      |
| Пам’ятник М. Фрунзе | 1969 р.          | Покровський        | площа біля палацу культури ВАТ КЗРК (колишній РУ ім.Фрунзе)                                                           | 48°00′27″ пн. ш. 33°27′22″ сх. д. / 48.007602° пн. ш. 33.45618° сх. д.  | Демонтовано 18.02.2016р владою міста у рамках декомунізації |      |
| Пам’ятник В.І. Леніну | 1968 р.          | Покровський        | вул. Шурупова, 2 | 47°59′57″ пн. ш. 33°26′54″ сх. д. / 47.999288° пн. ш. 33.448429° сх. д. | демонтовано на початку жовтня 2014 |      |
| Пам’ятник Богдану Хмельницькому | 1954 р.          | Покровський        | вул. Ватутіна, 20 | 48°01′26″ пн. ш. 33°28′13″ сх. д. / 48.023877° пн. ш. 33.47016° сх. д.  | |      |
| Пам’ятник М.Мусоргському | 1953 р.          | Покровський        | вул. Ватутіна, 31а (подвір’я муз. школи №2)                                                                           | 48°01′24″ пн. ш. 33°28′23″ сх. д. / 48.023318° пн. ш. 33.473148° сх. д. | |      |
| Пам’ятник В.І.Леніну | 1961 р.          | Інгулецький        | Біля ГЗК ПАТ «АрселорМіттал Кривий Ріг» (колишній "НкГЗК"), вул. Збагачувальна                                        | 47°50′15″ пн. ш. 33°22′41″ сх. д. / 47.837581° пн. ш. 33.378063° сх. д. | Демонтовано 12.11.2014 |      |
| Пам’ятник Т.Г.Шевченку | 2001 р.          | Інгулецький        | мкрн. Інгулець, проспект Перемоги                                                                                     | 47°41′02″ пн. ш. 33°09′45″ сх. д. / 47.683906° пн. ш. 33.162505° сх. д. | |      |
| Пам’ятний знак «Алея дружби між районами-побратимами Інгулецьким міста Кривого Рогу та Ленінським міста Нижнього Тагілу»             | 2008 р.          | Інгулецький        | проспект Південний (парк)                                                                                             | 47°50′16″ пн. ш. 33°20′29″ сх. д. / 47.837804° пн. ш. 33.341446° сх. д. | |      |
| Привітальна інсталяція Металургійного району                                                                                         |                  | Металургійний      | ріг вул. Каховська та вул. Криворіжсталі                                                                              | 47°52′38″ пн. ш. 33°21′34″ сх. д. / 47.877132° пн. ш. 33.359313° сх. д. | Трикутна бетонна стела з тримачем, на якому закріплено сталеливарний ківш. Поряд встановлено ківш кар'єрного екскаватора та кілька кам'яних брил. Текст на стелі: "Дзержинський район засновано у 1936 році". |      |
| Привітальна стела Криворіжсталі |                  | Металургійний      | ріг вул. Криворіжсталі та вул. Медичної                                                                               | 47°52′58″ пн. ш. 33°23′08″ сх. д. / 47.882721° пн. ш. 33.385583° сх. д. | З права від дороги на завод стела з двох трикутних пластин, на якій встановлено сталеливарний ківш. З ліва від дороги на завод - стела з трьох шпилів, на яких закріплено зображення орденів та напис "Криворіжсталь" |      |
| Пам’ятник С.М.Кірову | 1969 р.          | Саксаганський      | шахтоуправління з підземного видобутку руди ВАТ “Арселор Міттал Кривий Ріг”, вул. Світлогірська, біля шахти "Артем-1" | 47°56′04″ пн. ш. 33°23′18″ сх. д. / 47.934445° пн. ш. 33.388385° сх. д. | службова територія (необхідна перепустка), координати вказані приблизно |      |
| Пам’ятник В.І. Леніну | 1970 р.          | Саксаганський      | вул. Житомирська, 2, біля палацу культури                                                                             | 47°57′27″ пн. ш. 33°24′40″ сх. д. / 47.957549° пн. ш. 33.411248° сх. д. | частково зруйновано 22.08.2014 (відбито голову) |      |
| Погруддя К.Лібкнехта | 1964 р.          | Саксаганський      | вул. Курчатова, 1 | 47°57′48″ пн. ш. 33°25′39″ сх. д. / 47.963434° пн. ш. 33.427362° сх. д. | Знаходилось біля будівлі колишнього кінотеатру “Юність”. Демонтовано вночі 7-8.02.2015р патріотичними громадськими організаціями міста, як відповідь на "заяви терористів "ДНР" про претензії на територію "Донецько-Криворізької Республіки"". (фото видалено в рамках нофоп акції) |      |
| Пам’ятник О. М. Горькому | 1953 р.          | Покровський        | вул. Ракітіна, 22 | 48°00′45″ пн. ш. 33°27′39″ сх. д. / 48.012402° пн. ш. 33.460772° сх. д. | територія середньої школи №71 |      |
| Пам’ятник О. М. Горькому | 1958 р.          | Саксаганський      | вул. Володимира Великого, 2                                                                                           | 47°56′07″ пн. ш. 33°24′01″ сх. д. / 47.935189° пн. ш. 33.400385° сх. д. | |      |
| Погруддя О.Поля | 1996 р.          | Центрально-Міський | проспект Поштовий | 47°54′12″ пн. ш. 33°20′29″ сх. д. / 47.903306° пн. ш. 33.341406° сх. д. | |      |
| Пам’ятник Т.Г.Шевченку | 1954 р.          | Центрально-Міський | проспект Поштовий, біля Головпоштамту                                                                                 | 47°54′17″ пн. ш. 33°20′34″ сх. д. / 47.904591° пн. ш. 33.34268° сх. д.  | |      |
| Пам’ятник Богдану Хмельницькому | 1954 р.          | Центрально-Міський | вул. Старовокзальна, 45                                                                                               | 47°53′36″ пн. ш. 33°20′16″ сх. д. / 47.893406° пн. ш. 33.33783° сх. д.  | Демонтований |      |
| Пам’ятник Леоніду Бородичу, генералу-полковнику міліції, першому заступнику міністра внутрішніх справ України, почесному громадянину | 2000 р.          | Центрально-Міський | проспект Поштовий, 71 (вказано координати адреси)                                                                     | 47°54′46″ пн. ш. 33°20′54″ сх. д. / 47.912736° пн. ш. 33.348339° сх. д. | |      |
| Бюст Бизова В. Ф. | 2012 р.          | Металургійний      | вул. Віталія Матусевича, 11 (територія КНУ)                                                                           | 47°54′17″ пн. ш. 33°24′01″ сх. д. / 47.904667° пн. ш. 33.400180° сх. д. | |      |
| Сталевар (елемент скульптурної групи Шахтар та Сталевар)                                                                             |                  | Саксаганський      | біля ПК "Саксагань", нині міський театр ляльок                                                                        | 47°54′55″ пн. ш. 33°22′56″ сх. д. / 47.915265° пн. ш. 33.382352° сх. д. | |      |
| Шахтар (елемент скульптурної групи Шахтар та Сталевар)                                                                               |                  | Саксаганський      | біля ПК "Саксагань", нині міський театр ляльок                                                                        | 47°58′54″ пн. ш. 33°25′26″ сх. д. / 47.981647° пн. ш. 33.423977° сх. д. | |      |
| Зварювальник |                  | Покровський        | вул. Дишинського, 13а                                                                                                 | 47°54′53″ пн. ш. 33°22′55″ сх. д. / 47.914823° пн. ш. 33.382057° сх. д. | |      |
| Пам'ятник воїнам, що загинули у ДРА                                                                                                  |                  | Покровський        | На КРЕСі, у сквері на вул. Шурупова, поряд з місцем, де колись стояв Ленін                                            | 47°59′58″ пн. ш. 33°26′52″ сх. д. / 47.999534° пн. ш. 33.447883° сх. д. | Зображує двох бронзових воїнів у формі часів Афганістану і з АК у руках, на восьмикутному гранітному постаменті. Один схилився поранений, а інший його прикриває. Поряд напівколом встановлено кам'яні таблички з іменами. |      |
| Барельєф на в'їзді до Криворіжсталі                                                                                                  |                  | Металургійний      | вул. Криворіжсталі, на в'їзді до Криворіжсталі, на розвильці доріг одразу після того як перетнути міст над залізницею | 47°52′48″ пн. ш. 33°23′13″ сх. д. / 47.879898° пн. ш. 33.386981° сх. д. | Цікава велика стела у стилі соцреалізму, створена для пропаганди суворої праці сталевара |      |

## Технічні пам'ятки
| Назва/модель                                  | Рік встановлення | Район              | Адреса                                                          | Координати                                                              | Коментар | Фото |
| --------------------------------------------- | ---------------- | ------------------ | --------------------------------------------------------------- | ----------------------------------------------------------------------- | --- | ---- |
| Танк ИС-3, бортовий номер 217                 |                  | Центрально-Міський | Біля колишнього КПП містечка-35, мкрн. Всебратське-2 (Макулан). | 47°52′53″ пн. ш. 33°15′42″ сх. д. / 47.881312° пн. ш. 33.261645° сх. д. | Танк на бетонному постаменті з лабрадоритовою табличкою. Напис на табличці "Слава воїнам танкістам". Також зображено емблему бригади. |      |
| Як-40 СССР-87734 (с/н 9940909)                | 1982             | Центрально-Міський | вул. Туполєва, 1                                                | 47°55′32″ пн. ш. 33°19′25″ сх. д. / 47.925463° пн. ш. 33.323497° сх. д. | Біля авіаколеджу КК НАУ (колишній КРАУСС)                                                                                             |      |
| Су-15 (85 синій)                              |                  | Довгинцівський     | вул. Соборності, 77                                             | 47°54′04″ пн. ш. 33°25′19″ сх. д. / 47.901124° пн. ш. 33.422036° сх. д. | Біля клубу "Юний Авіатор" |      |
| Пам’ятний знак робітникам залізниці «Паровоз» | 1997 р.          | Довгинцівський     | Привокзальна площа ст. Кривий Ріг-головний                      | 47°54′41″ пн. ш. 33°27′13″ сх. д. / 47.911301° пн. ш. 33.453594° сх. д. | |      |
| Паровоз                                       |                  | Центрально-Міський | вул. Каунаська, біля краєзнавчого музею                         | 47°54′07″ пн. ш. 33°20′49″ сх. д. / 47.902067° пн. ш. 33.346844° сх. д. | |      |

## Пам'ятки історії
| Назва | Рік встановлення                                                 | Район              | Адреса                                                                              | Координати                                                               | Коментар | Фото |
| --- | ---------------------------------------------------------------- | ------------------ | ----------------------------------------------------------------------------------- | ------------------------------------------------------------------------ | --- | ---- |
| Пам'ятний знак заснування мікрорайону Макулан | 1991                                                             | Центрально-Міський | мкрн. Всебратське-2 (Макулан)                                                       | 47°52′55″ пн. ш. 33°15′27″ сх. д. / 47.881923° пн. ш. 33.257412° сх. д.  | Над дорогою, біля ТЦ та ДК. Скеля з табличкою з нержавіючої сталі, напис на табличці: "Здесь 5 июля 1991года представителями Союза ССР и объединенной Германии заложен первый камень будущего жилого комплекса" (текст місцями читається важко) |      |
| Пам'ятний знак заснування Саксаганського ліцею |                                                                  | Саксаганський      | вул. Володимира Великого, 32а                                                       | 47°56′35″ пн. ш. 33°25′16″ сх. д. / 47.943142° пн. ш. 33.421° сх. д.     | Кам'яна брила-монумент з металевою табличкою. Текст на табличці: "Саксаганський ліцей засновано у 1990році" |      |
| Пам'ятний знак залізорудній промисловості |                                                                  | Покровський        | вул. Дишинського, 13а                                                               | 47°58′55″ пн. ш. 33°25′27″ сх. д. / 47.981902° пн. ш. 33.424053° сх. д.  | Кам'яна брила-монумент на обкладеному гранітом постаменті. Текст на граніті: "Цей уламок скелі зі схилу Дубової Балки є історичним свідком зародження залізорудної промисловості Криворізького басейну" |      |
| Пам'ятний знак поштовому тракту | 2012                                                             | Центрально-Міський | проспект Поштовий, 25                                                               | 47°54′20″ пн. ш. 33°20′33″ сх. д. / 47.905426° пн. ш. 33.342615° сх. д.  | Поряд з колишнім "Домом Природи". Гранітний монумент з вказанням сторін світу та чоирьма металевими табличками. Текст на табличці: "Пам'ятний знак заснованому у 1775 році новому поштовому тракту, який дав початок розвитку поселення Кривий Ріг". |      |
| Пам'ятний знак 25-річчя Саксаганського району | 2000                                                             | Саксаганський      | мкрн. Сонячний, на території школи №118                                             | 47°57′14″ пн. ш. 33°26′47″ сх. д. / 47.953885° пн. ш. 33.446363° сх. д.  | Кам'яна брила за написом білою фарбою. Текст напису: "В честь 25-річчя Саксаганського району. Випускники 2000". |      |
| Пам'ятний знак воїнам Афганської війни | 2002                                                             | Догинцівський      | мкрн. Східний-1, на території школи №128                                            | 47°56′08″ пн. ш. 33°26′39″ сх. д. / 47.935627° пн. ш. 33.444175° сх. д.  | Кам'яна брила з пам'ятною табличкою. Зображено орден, та щит з мечем. Напис:"Бойовим братам, що загинули і що вижили у Афганській війні 1979-1989 років присвячується" |      |
| Пам'ятний знак воїнам прикордонникам | 2013                                                             | Догинцівський      | парк "Ювілейний", неподалік вулиць Косіора та Будьоного.                            | 47°54′05″ пн. ш. 33°24′57″ сх. д. / 47.901396° пн. ш. 33.415845° сх. д.  | Кам'яна стела. Текст напису:"1918-2013. 30 квітня - день заснування прикордонних військ. Слава воїнам прикордонних військ! Слава воїнам-прикордонникам криворіжжя! Пам'ять про службу в прикордонних військах вічна! Пам'ять про подвиги прикордонників безсмертна!". |      |
| Комплекс поховань на коксохімічному кладовищі | 1959                                                             | Металургійний      | Коксохімічне кладовище, Нікопольське шосе, 2                                        | 47°53′24″ пн. ш. 33°25′00″ сх. д. / 47.889989° пн. ш. 33.416687° сх. д.  | Група могил у спільній огорожі з великим спільним обеліском та однією датою. Текст напису на обеліску:"Вечная память трагически погибшим товарищам. 25 VIII 1959. Новак В.А. Сапак В.К. Прасов М.М. Аврамов Н.И. Шевченко А.Е. Артамонов Н.А. Дашевский А.С. Березовский Н.А. Епанешников В.Н." На кожній окремій могилі вказано ім'я, дата народження, та спільна дата загибелі. Фактично братська могила, можливо до загибелі призвела трагедія на виробництві, це потребує уточнення. |      |
| Стела з пам'ятною табличкою Лавроненка І.В. |                                                                  | Центрально-Міський | вул Лавроненка, 21                                                                  | 47°54′28″ пн. ш. 33°19′26″ сх. д. / 47.907821° пн. ш. 33.323883° сх. д.  | Бетонна стела з мармуровою пам'ятною табличкою. Текст на табличці: "Ця вулиця названа іменем Героя Радянського Союзу Івана Васильовича Лавроненка, який жив у будинку №39 по вулиці Модрівській. В роки Великої Вітчизняної війни загинув смертю хоробрих в боях за нашу радянську Батьківщину" |      |
| Пам'ятний знак щодо наречення вулиці іменем Дмитра Глінки, двічі Героя Радянського Союзу.                                                                                    |                                                                  | Центрально-Міський | селище Рахманівка, вул. Дмитра Глінки, 2                                            | 47°48′18″ пн. ш. 33°14′33″ сх. д. / 47.804883° пн. ш. 33.242519° сх. д.  | Бетонна стела-обеліск з табличкою із червоного граніту. Текст на табличці:"Ця вулиця носить ім'я двічі Героя Радянського Союзу Д.Б.Глінки". |      |
| Скіфська баба |                                                                  | Центрально-Міський | вул. Каунаська, біля краєзнавчого музею                                             | 47°54′07″ пн. ш. 33°20′49″ сх. д. / 47.902067° пн. ш. 33.346844° сх. д.  | |      |
| Пам'ятний знак «Невідомим солдатам 48-ї гвардійської дивізії» | 2006 р.                                                          | Металургійний      | житловий масив Ілліча                                                               |                                                                          | |      |
| Пам’ятний знак на честь загиблих воїнів 6-го окремого штурмового стрілецького батальйону                                                                                     | 2011 р.                                                          | Металургійний      | вул. Криворіжсталі, 11, на площі, перед залізничною станцією «Кривий Ріг» (Червона) | 47°52′54″ пн. ш. 33°22′58″ сх. д. / 47.881569° пн. ш. 33.3828661° сх. д. | |      |
| Пам’ятний знак загиблим воїнам-афганцям | 2002 р.                                                          | Довгинцівський     | парк «Ювілейний»                                                                    | 47°54′05″ пн. ш. 33°24′56″ сх. д. / 47.901434° пн. ш. 33.415561° сх. д.  | |      |
| Меморіал пам’яті співробітників підрозділів Криворізького міського управління ГУ МНС України в Дніпропетровській області, що загинули під час виконання службових обов’язків | 2010 р.                                                          | Довгинцівський     | вул. Леоніда Бородича, 9                                                            | 47°54′23″ пн. ш. 33°25′32″ сх. д. / 47.906512° пн. ш. 33.425474° сх. д.  | |      |
| Пам’ятний знак криворіжцям, постраждалим при ліквідації аварії на Чорнобильській АЕС                                                                                         | 1991 р.                                                          | Довгинцівський     | вул. Магістральна, сквер                                                            | 47°54′12″ пн. ш. 33°27′39″ сх. д. / 47.90344° пн. ш. 33.460815° сх. д.   | перенесено 2008р. |      |
| Пам’ятний знак Герою Радянського Союзу Милашенкову | 1961 р.                                                          | Довгинцівський     | на розі вулиць Мілашенкова та Шполянської, біля СШ № 84                             | 47°53′17″ пн. ш. 33°29′20″ сх. д. / 47.888095° пн. ш. 33.489007° сх. д.  | Бетонний пам'ятний знак, що символізує літак, що було вертикально скеровано у землю. На знаку зірка Героя та пам'ятна табличка: «Эта улица носит имя Героя Советского Союза гвардии старшего лейтенанта Милашенкова С.В. повторившего в 1944 г. подвиг капитана Гастелло». м. Кривий Ріг |      |
| Братська могила героїв-підпільників | 1967 р.                                                          | Покровський        | цвинтар с. Бажаново                                                                 | 47°58′20″ пн. ш. 33°27′01″ сх. д. / 47.972298° пн. ш. 33.450387° сх. д.  | |      |
| Стела Дмитра Шконди, Героя Радянського Союзу | 1964 р.                                                          | Покровський        | вул. Шконди                                                                         | 47°59′39″ пн. ш. 33°26′37″ сх. д. / 47.994248° пн. ш. 33.443638° сх. д.  | |      |
| Пам’ятник на честь випускників-правоохоронців, які загинули під час виконання службових обов’язків                                                                           | 2009 р.                                                          | Покровський        | мікрорайон 7-й Зарічний, 24                                                         | 47°59′50″ пн. ш. 33°28′41″ сх. д. / 47.997238° пн. ш. 33.477992° сх. д.  | |      |
| Пам’ятний знак на місці переправи через річку Інгулець у березні 1944 року 266 Гвардійського полку                                                                           | 2003 р.                                                          | Інгулецький        | селище Зелене, вул. Абрикосова (Яновського), біля школи                             | 47°44′09″ пн. ш. 33°13′56″ сх. д. / 47.735939° пн. ш. 33.232098° сх. д.  | Згідно даних по пам'яткам Широківського району можливо існує кілька (до трьох) різних пам'ятників на честь цієї події і приблизно в цьому районі. Але по всім ним дані описів неточні, і є шанс, що в трьох описах згадується один і той самий пам'ятник. |      |
| Пам'ятний знак воїнам-інтернаціоналістам | 1995 р.                                                          | Інгулецький        | мкрн. Інгулець, вул. Каткова, 43, алея 200 років Кривому Рогу                       | 47°41′13″ пн. ш. 33°09′41″ сх. д. / 47.686915° пн. ш. 33.16148° сх. д.   | |      |
| Пам’ятний знак «Учасникам ліквідації аварії на ЧАЕС» | 2011 р.                                                          | Інгулецький        | вул. Кармелюка, сквер                                                               | 47°50′07″ пн. ш. 33°20′30″ сх. д. / 47.835291° пн. ш. 33.341585° сх. д.  | |      |
| Пам’ятний знак на честь сьомої річниці Незалежності України | 1998 р.                                                          | Інгулецький        | вул. Недєліна, сквер                                                                | 47°41′01″ пн. ш. 33°09′21″ сх. д. / 47.683506° пн. ш. 33.155859° сх. д.  | |      |
| Пам’ятний знак стела на честь сім’ї Демиди | 1992 р.                                                          | Інгулецький        | вул. Сім’ї Демиди, Старий Інгулець                                                  | 47°42′39″ пн. ш. 33°12′43″ сх. д. / 47.710888° пн. ш. 33.212056° сх. д.  | |      |
| Пам’ятний знак лікарю-партизану Жовтоногу | 1985 р.                                                          | Інгулецький        | вул. Жовтонога                                                                      | 47°41′37″ пн. ш. 33°12′13″ сх. д. / 47.693646° пн. ш. 33.203537° сх. д.  | |      |
| Пам’ятний знак «Ліквідаторам аварії на ЧАЕС» | 2011 р.                                                          | Інгулецький        | вул. Гірників                                                                       | 47°40′44″ пн. ш. 33°09′29″ сх. д. / 47.678991° пн. ш. 33.158101° сх. д.  | територія церкви |      |
| Пам’ятний знак на честь воїнів, загиблих в Афганістані | 2008 р.                                                          | Інгулецький        | мкрн. Інгулець, вул. Сергія Заїки, 1                                                | 47°41′12″ пн. ш. 33°08′48″ сх. д. / 47.68677° пн. ш. 33.146696° сх. д.   | |      |
| Пам’ятний знак на честь Дня перемоги у Великій Вітчизняній війні | 2008 р.                                                          | Інгулецький        | мкрн. Інгулець, проспект Перемоги                                                   | 47°41′07″ пн. ш. 33°09′57″ сх. д. / 47.685178° пн. ш. 33.165858° сх. д.  | |      |
| Пам’ятний знак «В’язням концтабору» | 1995 р.                                                          | Центрально-Міський | вул. Костя Пестушка                                                                 | 47°53′20″ пн. ш. 33°18′32″ сх. д. / 47.888816° пн. ш. 33.309002° сх. д.  | Пам’ятний знак у вигляді арки та скверу на місці одного з розстрілів в'язнів Шталаг 338. Власне концтабір знаходився не тут, приблизно у 750м на схід. |      |
| Пам’ятний знак на братській могилі в'язнів Шталаг 338 | 2013 р.                                                          | Центрально-Міський | вул. Верхня Антонівка, кладовище "Криворізьке", поряд з меморіалом                  | 47°52′59″ пн. ш. 33°19′10″ сх. д. / 47.883044° пн. ш. 33.319417° сх. д.  | Дерев'яний хрест з металевою табличкою. Текст: "Тут у братській могилі поховано 173-х невідомих радянських воїнів, які загинули у 1941-1943 роках у таборі для військовополонених "Шталаг №338". Поховання 2013 року." |      |
| Пам’ятний знак жертвам фашизму (оф. назва) | 1990 р.                                                          | Центрально-Міський | вул. Каховська                                                                      | 47°52′23″ пн. ш. 33°21′32″ сх. д. / 47.873176° пн. ш. 33.359017° сх. д.  | Пам'ятник в'язням концтабору Шталаг 338. Гранітна брила з написом. Текст напису: «Неподалік цього місця на шахті № 5 в роки великої вітчизняної війни було розстріляно 6419 мирних жителів та 820 військовополонених». Варто зазначити, що справжнє місце розстрілів (шурф шахти) знаходиться в ~1,15 км на захід від цього пам'ятного знаку, тепер над ним міське звалище. |      |
| Пам’ятний знак воїнам-інтернаціоналістам | 2005 р. (попередня версія) 2019 р. (поточний) (див. опис і фото) | Саксаганський      | майдан 30 років Перемоги                                                            | 47°56′56″ пн. ш. 33°26′01″ сх. д. / 47.949002° пн. ш. 33.433505° сх. д.  | Гранітна плита з написом «Воинам-интернационалистам» (фото вгорі), на якій зображено орден Червоної Зірки, контур ДРА, прикордонний стовп СРСР, та перелічено країни, у яких радянські війська здійснювали військові операції або були присутні військовими радниками: Алжир, Ангола, Афганістан, Угорщина, В'єтнам, Ефіопія, Камбоджа, КНР, Куба, Лаос, Північна Корея, Сирія, Чехословаччина. Поруч гранітний камінь з невеликою табличкою з нержавіючої сталі. Напис на табличці: «Здесь начато строительство мемориального комплекса Афганская слава». У серпні 2019 пам'ятник було демонтовано та зведено новий (фото внизу), подібний до попереднього за стилем, але більшого розміру та з врахуванням норм декомунізації. |      |
| Пам’ятний знак на честь 50 річчя визволення міста Кривого Рогу | 1994 р.                                                          | Саксаганський      | вул. Волгоградська, сквер біля зупинки громадського транспорту «шахта Артем–1»      | 47°55′58″ пн. ш. 33°23′37″ сх. д. / 47.932727° пн. ш. 33.393706° сх. д.  | |      |
| Пам’ятний знак на честь 15-ї стрілецької дивізії | 1990 р.                                                          | Саксаганський      | мкр. Сонячний, 1 на території СШ № 118                                              | 47°57′15″ пн. ш. 33°26′49″ сх. д. / 47.954223° пн. ш. 33.446846° сх. д.  | Сталева похила п'ятикутна зірка |      |
| Пам’ятний знак Криворіжцям - учасникам ліквідації аварії на Чорнобильській АЕС                                                                                               | 2008 р.                                                          | Саксаганський      | сквер Героїв Чорнобиля, біля Саксаганського райвиконкому                            | 47°56′24″ пн. ш. 33°25′09″ сх. д. / 47.939997° пн. ш. 33.419074° сх. д.  | |      |
| Пам’ятник на честь 66 річниці визволення України | 2010 р.                                                          | Саксаганський      | майдан 30 річчя Перемоги                                                            | 47°56′56″ пн. ш. 33°26′08″ сх. д. / 47.948966° пн. ш. 33.435624° сх. д.  | Великий пам'ятник в центрі кільця майдану 30-річча перемоги. Має годинник. На круглому постаменті з іменами встановлено арку з годинником, внизу якої зображено полум'я. (Більше фото можна побачити якщо вручну змінювати цифорвий індекс у назві файлу фото) |      |
| Меморіальний камінь «Пам’яті та слави» | 2011 р.                                                          | Саксаганський      | на території школи №72, вул. Катеринівська, 8а                                      | 47°56′14″ пн. ш. 33°24′49″ сх. д. / 47.937173° пн. ш. 33.413474° сх. д.  | |      |
| Стела–пам’ятник на честь загиблих гірничорятувальників | 2005 р.                                                          | Центрально-Міський | вул. Кобилянського, 223а (вказано координати адреси)                                | 47°54′06″ пн. ш. 33°21′44″ сх. д. / 47.901793° пн. ш. 33.362238° сх. д.  | |      |
| Пам’ятник партизанському загону Бедянка І.П. | 2007 р.                                                          | Центрально-Міський | сквер Д. Глінки, с. Рахманівка                                                      | 47°48′15″ пн. ш. 33°14′42″ сх. д. / 47.804205° пн. ш. 33.245063° сх. д.  | Меморіальна стела з чорного каменя, з переліком бійців партизанського загону. |      |
| Меморіал жертвам голодомору | 2008 р.                                                          | Центрально-Міський | вул. Лермонтова, сквер                                                              | 47°54′19″ пн. ш. 33°21′02″ сх. д. / 47.905411° пн. ш. 33.350431° сх. д.  | |      |
| Меморіал учителям та учням школи №8, які віддали своє життя за благополуччя Батьківщини                                                                                      | 2005 р.                                                          | Центрально-Міський | вул. Першотравнева, 16а, територія КЗШ №8                                           | 47°53′55″ пн. ш. 33°20′14″ сх. д. / 47.898593° пн. ш. 33.33724° сх. д.   | Цегляна стіна обірвана з одного боку, на якій з червоного граніту викладено Зірку Героя, та прикріплено три таблички з білого мармуру з прізвищами. (Більше знімків з написами та іменами можна побачити змінюючи індекс 01 в назві файлу фото в діапазоні 01-06) |      |
| Пам’ятний знак на честь 60-річчя від дня заснування Криворізького коледжу Національного авіаційного університету                                                             | 2011 р.                                                          | Центрально-Міський | вул. Туполєва, 1, територія коледжу                                                 | 47°55′30″ пн. ш. 33°19′32″ сх. д. / 47.925078° пн. ш. 33.325589° сх. д.  | |      |

### Пам'ятні дошки
| Назва                                                                       | Рік встановлення | Район              | Адреса                                      | Координати                                                              | Коментар | Фото |
| --------------------------------------------------------------------------- | ---------------- | ------------------ | ------------------------------------------- | ----------------------------------------------------------------------- | --- | ---- |
| Дошка на честь наречення площі іменем Артема (колишня)                      |                  | Саксаганський      | площа Олександра Поля, 1                    | 47°56′14″ пн. ш. 33°24′14″ сх. д. / 47.937338° пн. ш. 33.403759° сх. д. | Колишня гранітна табличка з барельєфом портрету. Текст на табличці: "Ця площа носить ім'я професіонального революціонера, видатного радянського державного і партійного діяча Сергєєва Федора Андрійовича /Артема//1883-1921/" |      |
| Дошка присвячена Бикову І.М., та нареченню вулиці на його честь             |                  | Саксаганський      | вул. Бикова, 3                              | 47°56′11″ пн. ш. 33°24′20″ сх. д. / 47.936497° пн. ш. 33.405572° сх. д. | Лабрадоритова дошка з вигравіюваним портретом. Текст на дошці: "Вулиця названа на честь Героя Радянського Союзу гвардії майора Бикова Івана Михайловича". |      |
| Меморіальна дошка Синиці (почесний громадянин міста)                        |                  | Металургійний      | просп. Гагаріна, 13                         | 47°54′37″ пн. ш. 33°23′43″ сх. д. / 47.910235° пн. ш. 33.395216° сх. д. | Текст необхідно уточнити. |      |
| Дошка на честь Перчина М.В. Встановлена на будинку, я в якому він проживав. | 1.09.2012        | Центрально-Міський | площа Визволення, 3                         | 47°54′33″ пн. ш. 33°20′38″ сх. д. / 47.909061° пн. ш. 33.343769° сх. д. | Була встановлена 1 вересня 2012 року. За зверненням громадян демонтована 6 червня 2022 року. |      |
| Дошка на честь Мануйлова П.М. (колишня)                                     |                  | Саксаганський      | вул. Катеринівська, 2                       | 47°56′34″ пн. ш. 33°24′34″ сх. д. / 47.942682° пн. ш. 33.409365° сх. д. | Колишня дошка з світлого каменя. Текст на дошці:"Ця вулиця носить ім'я Павла Миколайовича Мануйлова, командира Криворізького комуністичного полку (1919) активного учасника [боротьби] за владу рад на Криворіжжі" |      |
| Дошка на честь Погребняка (колишня)                                         |                  | Центрально-Міський | вул. Перекопська, 9 (перехрестя з Алмазної) | 47°54′09″ пн. ш. 33°17′47″ сх. д. / 47.90238° пн. ш. 33.296487° сх. д.  | Текст напису потребує уточнення |      |
| Меморіальна дошка комітету по боротьбі з німецькими окупантами 1917-18      |                  | Центрально-Міський | проспект Поштовий, 19                       | 47°54′15″ пн. ш. 33°20′31″ сх. д. / 47.904077° пн. ш. 33.342063° сх. д. | Кам'яна табличка на куті будинку, напис двома мовами на різних сторонах кута. Текст напису українською: "У 1917-18 роках в будинку №21 по вулиці Карла Маркса знаходився міський комітет РСДРП/б/ який керував першими соціалістичними перетвореннями в басейні, боротьбою трудящих проти австро-німецьких окупантів" |      |
| Меморіальна дошка 353 стрілецькій дивізії                                   |                  | Центрально-Міський | проспект Поштовий, 19                       | 47°54′15″ пн. ш. 33°20′31″ сх. д. / 47.904077° пн. ш. 33.342063° сх. д. | Гранітна табличка. Текст напису: "Тут у лютому 1944 року вела бої за визволення міста 353 Дніпродзержинська Червонопрапорна стрілецька дивізія. Командир дивізії Генерал-майор Ф.С.Колчук" |      |
| Меморіальна дошка журналістам Червоного Гірника, що загинули в роки війни   |                  | Центрально-Міський | проспект Поштовий, 19                       | 47°54′15″ пн. ш. 33°20′31″ сх. д. / 47.904077° пн. ш. 33.342063° сх. д. | Гранітна табличка. Текст напису, перший стовпчик:"Григорій Батурин, Веніамін Вайман, Герасим Рибалка, Михайло Хазан, Василь Шаблій, Михайло Неліпа, Миколай Король, випусковий Марголін" Другий стовпчик: "Вшануймо світлу пам'ять журналістів "Червоного Гірника", які не повернулися до редакції з фронтів Великої Вітчизняної війни" |      |
| Меморіальна дошка Леонтюку А.К.                                             |                  | Центрально-Міський | проспект Поштовий, 19                       | 47°54′15″ пн. ш. 33°20′31″ сх. д. / 47.904077° пн. ш. 33.342063° сх. д. | Лабрадоритова табличка. Текст напису:"В этом доме с 1961г. по 1994г. проживал Герой Советского Союза Леонтюк Антон Константинович" |      |
| Меморіальна дошка перемозі "Криворіжжитлобуду" у соцзмаганні                | 1967             | Центрально-Міський | вул. Церковна, 1                            | 47°54′02″ пн. ш. 33°20′29″ сх. д. / 47.900628° пн. ш. 33.341355° сх. д. | Металева табличка у формі прапора, з гербом СРСР та датою 1917-1967. Текст напису:"За перемогу в соціалістичному змаганні і на ознаменування 30-річчя великого жовтня трест "Криворіжжитлобуд" комбінату "Кривбасбуд" 21 жовтня 1967року нагороджено пам'ятним прапором центрального комітету КПРС, президії верховної ради СРСР, ради міністрів СРСР та ВЦРПС. Пам'ятний прапор залишено в колективі на вічне зберігання як символ трудової доблесті." |      |
| Меморіальна дошка І.Л.Калініченка (колишня)                                 | 1967             | Центрально-Міський | вул. Церковна, 1                            | 47°54′02″ пн. ш. 33°20′29″ сх. д. / 47.900628° пн. ш. 33.341355° сх. д. | Колишня мармурова табличка, частково пошкоджена. Текст напису:"Ця вулиця носить ім'я Івана Лукича Калініченка - активного учасника громадянської війни і одного з організаторів Радянської влади на Криворіжжі. Загинув від рук німецьких окупантів в 1918 році за щастя твого і майбутнього покоління." |      |
| Пам'ятна табличка Віктора Марманчука                                        |                  | Саксаганський      | мкрн. Сонячний, на території школи №118     | 47°57′13″ пн. ш. 33°26′44″ сх. д. / 47.953698° пн. ш. 33.445601° сх. д. | Лабрадоритова табличка на двох сталевих двотаврах. Текст напису: "Аллея имени Виктора Марманчука, погибшего 15 декабря 1981 при исполнении интернационального долга в Демократической Республике Афганистан". |      |
| Пам'ятна табличка Лісового О.І.                                             |                  | Довгинцівський     | мкрн. Східний-2, вул. Лісового, 10          | 47°56′55″ пн. ш. 33°27′02″ сх. д. / 47.948604° пн. ш. 33.450633° сх. д. | Гранітна табличка на житловому будинку. Текст напису: "Ця вулиця носить ім'я Лісового Олександра Івановича, який загинув при виконанні військового обов'язку в ДРА. 1966-1987". |      |
| Пам'ятна дошка Шевченка П.І., ректора Педуніверситету                       | 2007             | Металургійний      | просп. Гагаріна, 54                         | 47°54′31″ пн. ш. 33°24′43″ сх. д. / 47.908482° пн. ш. 33.411977° сх. д. | Гранітна табличка на головному корпусі Педуніверситету. Текст напису: "Меморіальну дошку встановлено на честь Шевченка Павла Івановича (30.08.1929-03.01.2007) заслуженого вчителя Української РСР, кандидата педагогічних наук, професора, ректора Криворізького державного педагогічного університету з 1979 по 2000р.". |      |
| Пам'ятна дошка Скопенко В.Ф.                                                |                  | Металургійний      | просп. Гагаріна, 54                         | 47°54′31″ пн. ш. 33°24′43″ сх. д. / 47.908482° пн. ш. 33.411977° сх. д. | Гранітна табличка на головному корпусі Педуніверситету. Текст напису: "Фізико-математичний факультет Криворізького державного педагогічного інституту в 1935 році закінчив Герой Радянського Союзу Скопенко Василь Федорович 1912-1945". |      |
| Пам'ятна дошка Бородича Л.В.                                                | 2000             | Довгинцівський     | вул. Леоніда Бородича, 5                    | 47°54′31″ пн. ш. 33°24′43″ сх. д. / 47.908482° пн. ш. 33.411977° сх. д. | Кам'яна табличка на будівлі Довгинцівського райвідділу. Текст напису: "Вулиця названа на честь генерал-полковника міліції Бородича Леоніда Васильовича, першого заступника міністра внутрішніх справ України, почесного громадянина міста Кривого Рога (14.06.1953-16.09.2000)". |      |
| Пам'ятна дошка Ротару І.Ф.                                                  |                  | Саксаганський      | мкрн. Бульвар Вечірній, 2                   | 47°56′07″ пн. ш. 33°25′49″ сх. д. / 47.935385° пн. ш. 33.430340° сх. д. | Металева табличка на багатоповерхівці, точніше три елементи: номер будинку з прапоротримачами, меморіальна табличка, та підставка для ківтів. На меморіальній табличці портрет, напис, та емблема колишньої Криворіжсталі у лавровому вінку. Текст напису: "У цьому будинку з 1980 по 2007 р.р. жив заслужений металург України Ротару Іон Теодорович".                                                                                                 |      |

## Пам'ятки архітектури
| Назва                | Рік будівництва | Район              | Адреса                                  | Координати                                                              | Коментар | Фото |
| -------------------- | --------------- | ------------------ | --------------------------------------- | ----------------------------------------------------------------------- | --- | ---- |
| Будиночок священника | 1898            | Центрально-Міський | вул. Першотравнева, 1                   | 47°54′02″ пн. ш. 33°20′23″ сх. д. / 47.900677° пн. ш. 33.339743° сх. д. | Один з найстарших будинків у місті, 1898р. |      |
| Будинок Корнілова    |                 | Центрально-Міський | вул. Свято-Миколаївська, 54             | 47°54′05″ пн. ш. 33°20′23″ сх. д. / 47.901455° пн. ш. 33.339692° сх. д. | Один з найстарших будинків у місті, кінець 19ст. |      |
| Клумба               |                 | Центрально-Міський | вул. Грабовського, набережна р.Інгулець | 47°53′54″ пн. ш. 33°20′03″ сх. д. / 47.898359° пн. ш. 33.334072° сх. д. | Старовинна архітектурна прикраса. Нині використовується як клумба, хоча можливо раніше це був фонтан. Розташована біля Муз.училища, та неподалік злиття Інгульця та Саксагані. |      |

## Інші пам'ятки
| Назва                 | Рік встановлення | Район          | Адреса                                      | Координати                                                              | Коментар | Фото |
| --------------------- | ---------------- | -------------- | ------------------------------------------- | ----------------------------------------------------------------------- | --- | ---- |
| Стела біля школи №130 |                  | Довгинцівський | у дворі школи № 130, біля вул. Лісового, 14 | 47°56′54″ пн. ш. 33°27′10″ сх. д. / 47.948237° пн. ш. 33.452811° сх. д. | Незакінчена стела з сірого граніту. Монумент встановлено кілька років тому, але не закінчено гравіювання, і більше ніхто його не продовжує. На даний момент (серпень 2014) вигравіювано лігатуру символів ЧБ або 46 у колі, та листок тополі (або бузку). |      |